# Панчишин Мар'ян Іванович

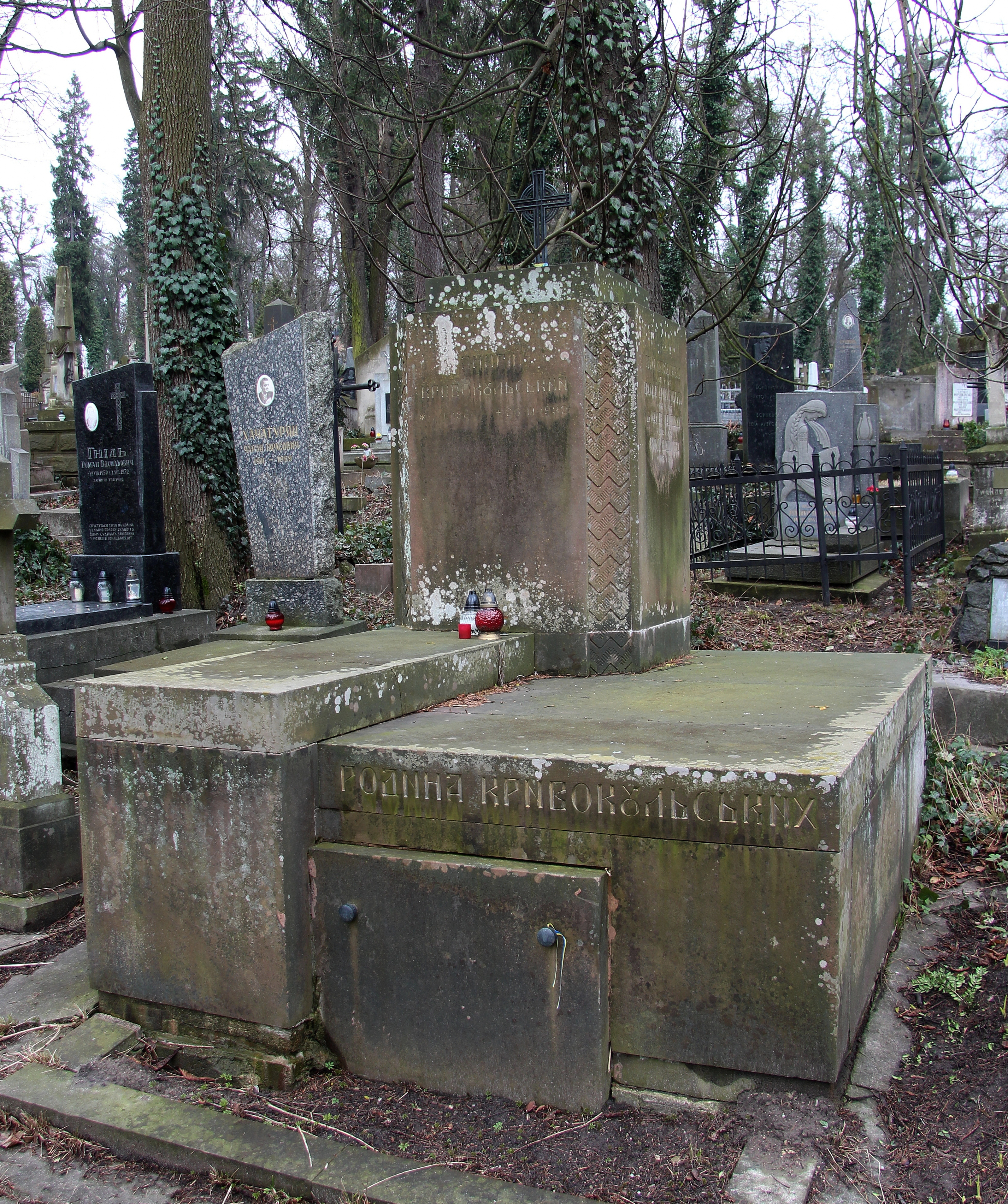
Родинний гробівець Кривокульських на Личаківському цвинтарі

Мар'я́н Іванович Панчи́шин (6 вересня 1882, Львів — 9 жовтня 1943, там само) — український лікар і громадський діяч. Організатор і довголітній голова Українського лікарського товариства, піонер охорони здоров'я в Західній Україні. Особистий лікар Андрея Шептицького, викладач Таємного університету.

## Життєпис
Мар'ян Панчишин народився 6 вересня 1882 року в родині львівського візника. Батько не мав засобів, щоб дати синові освіту. Але здібний юнак здобув її коштом заможніших львівських міщан: тоді у Львові вже діяла добре відпрацьована система ґрантів приватних фундацій для незаможної молоді. З легкої руки патронів Мар'яна стали називати «дитиною Львова».
У 1903—1909 роках Панчишин навчався на медичному факультеті Львівського університету. Відразу після завершення навчання Панчишина призначили асистентом кафедри анатомії та керівником першого рентгенологічного відділення клініки. Він брав участь у з'їздах польських лікарів і природознавців.
Від 1912 року Панчишин — асистент клініки внутрішніх хвороб, секретар Львівського лікарського товариства. Мобілізований під час Першої світової війни, капітан Панчишин керував протиепідемічними шпиталями.
1918 року доцент анатомії Львівського університету Мар'ян Панчишин, вихований у сполонізованій сім'ї та вивчений за гроші багатих поляків, під час польсько-української війни зробив вибір на користь національної солідарності, відмовився присягнути польському урядові. За що його звільнили з університету. Невдовзі Панчишин відмовився переїхати до Варшави, куди запрошував давній покровитель професор Антоній Ґлюзінський.
Під час вуличних боїв у Львові Панчишин очолив групу громадської медичної опіки Українського міщанського комітету й налагодив медичну обслугу української армії. 1919 року він відкрив свій приватний медичний кабінет, вступив до Українського лікарського товариства, невдовзі — до Наукового товариства імені Тараса Шевченка.
У 1924—1925 роках був ректором Українського таємного університету. Крім того, заможний професор заснував декілька стипендій для продовження навчання студентів «катакомбного університету» в Чехословаччині.
Після ліквідації Українського таємного університету Панчишин зосередився на роботі у своїй приватній приймальні (в якій спромігся обладнати навіть протитуберкульозний диспансер) та НТШ. Серед його постійних пацієнтів було чимало відомих львівських міщан і Митрополит Андрей Шептицький. У 1924 році проводив розтин трупа Ольги Басараб.
1924 року Мар'яна Панчишина обрали головою лікарської комісії НТШ. 1926 року він ініціював видання «Лікарського вісника». 27 січня 1929 року заснував Українське гігієнічне товариство. Був учасником з'їздів українських лікарів та природників, перший з яких відбувся у листопаді 1924. На ньому М. Панчишин доповідав про рентґенотерапію у внутрішній медицині. На 6-му з'їзді (1937) виступив з доповіддю «Симптоматологія і лікування сепсису зі становища інтерніста». Від 1937 року — провідний ординатор відділу внутрішніх хвороб «Народної лічниці», який обладнав власним коштом.

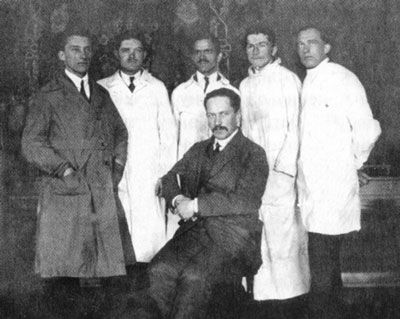
Мар'ян Панчишин (у центрі) з колегами

Після окупації Галичини Радянським Союзом Панчишин був серед тих кількох українських інтелігентів, яких оточили особливою опікою. Він не лише голосував за включення Галичини до складу УРСР як депутат Народних зборів Західної України, а й особисто відвідував Сталіна в Кремлі.
Від жовтня 1939 року Панчишин очолював відділ охорони здоров'я Львівської області, від грудня того ж року — завідувач терапевтичної клініки медичного інституту. У 1939—1941 роках використав своє становище депутата Верховної Ради СРСР для надання допомоги у врятуванні від репресій.
На початку війни між Сталіним і Гітлером радянська влада призначила його керівником медичного інституту та доручила організувати евакуацію інституту в Росію. В останній момент Панчишин сховався від своїх радянських патронів у пивницях клініки медінституту.

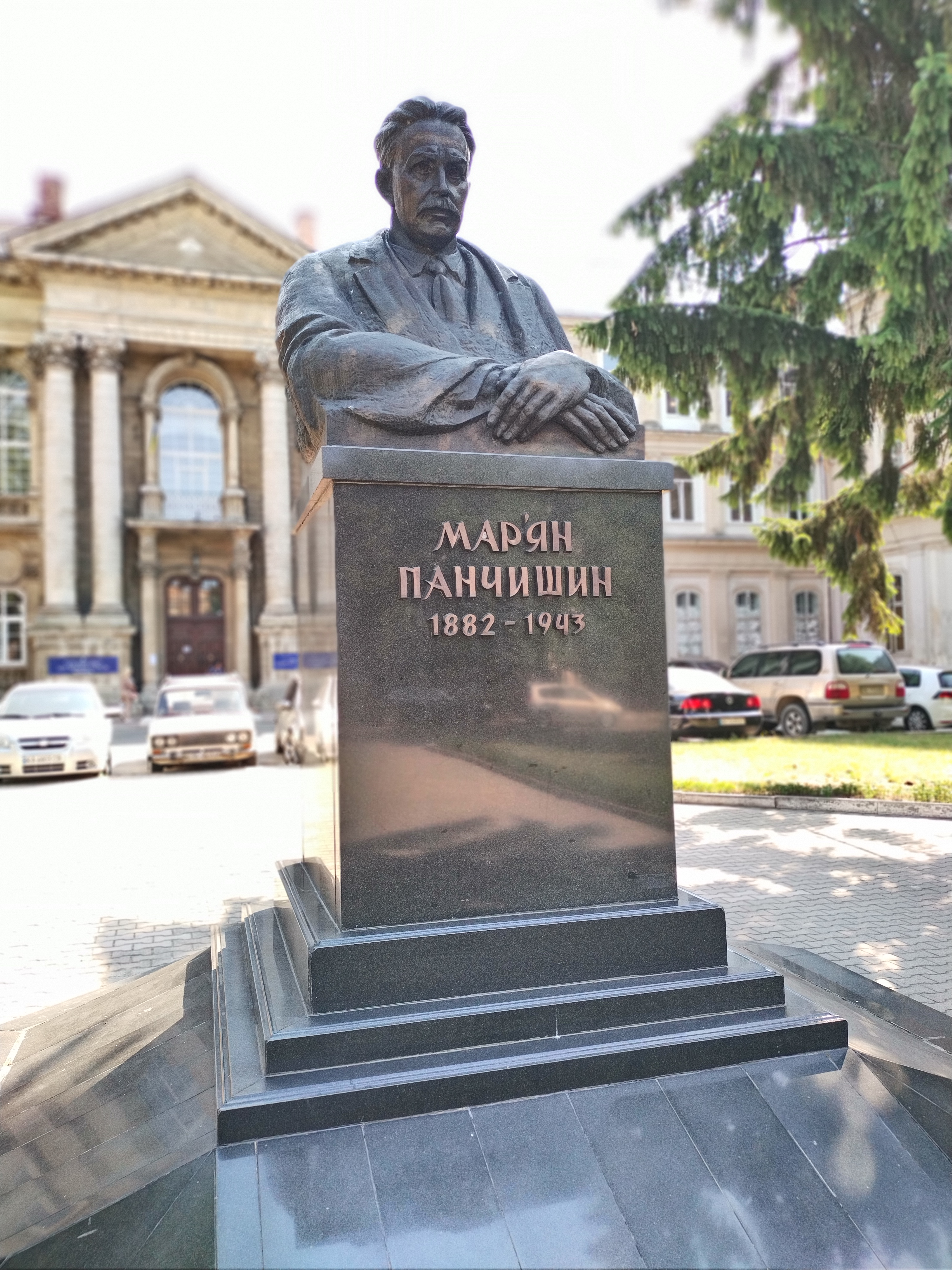
Пам'ятник Мар'яну Панчишину на території Львівської обласної клінічної лікарні

Ярослав Стецько іменував Панчишина міністром охорони здоров'я свого уряду, який німці невдовзі ліквідували. Після арешту Стецька німецька адміністрація Львова призначила Панчишина керівником клініки медінституту, в якому тоді перебувало близько 1200 хворих. Мар'ян Панчишин водночас спробував відновити медичний факультет Львівського університету. Проте оскільки нацистський «новий порядок» обмежував доступ до вищої освіти «унтерменшам», то у Львові закрили всі вищі навчальні заклади. 1942 року німці пішли на компроміс і відкрили декілька «курсів». Серед них були також «державні природничо-медичні фахові курси». Формально їх очолив професор Шульц із Берліна, але фактично керував «курсами» Панчишин.
Вбивства львівських лікарів — Олександра Подолинського, Андрія Ластовецького (останній був близьким співробітником Панчишина) — спричинили в ученого стрес. Упродовж останніх днів свого життя Панчишин переховувався від польських бойовиків у митрополичій резиденції на Святоюрській горі.
Помер 9 жовтня 1943 року через тромбоз коронарних судин серця. Похований у родинному гробівці Кривокульських на полі № 5 Личаківського цвинтаря.

## Нагороди
- Лицарський хрест ордена Франца Йосифа (Австро-Угорщина, 1918)[4][5].

## Пам'ять
Нині в будинку на вулиці Кармелюка, 3, в якому мешкав Панчишин в останні роки життя, діє Музей історії медицини Галичини імені Мар'яна Панчишина.
1993 року у Львові вулицю Байкальську перейменували на честь Мар'яна Панчишина і того ж року перед головним корпусом Львівської обласної клінічної лікарні, що на вул. Юрія Руфа, встановлено пам'ятник видатному вченому.
6 вересня 2007 року у Львівському національному медичному університеті імені Данила Галицького відбулася урочиста Академія, присвячена 125-літтю від дня народження професора Мар'яна Панчишина, якого називали «народним лікарем Галичини».